# Heinrich Thoma
Heinrich Thoma –conocido como Heini Thoma– (16 de octubre de 1900-16 de octubre de 1982) fue un deportista suizo que compitió en remo.
Participó en los Juegos Olímpicos de París 1924, obteniendo una medalla de bronce en la prueba de doble scull. Ganó tres medallas de oro en el Campeonato Europeo de Remo entre los años 1921 y 1924.

## Palmarés internacional
| Juegos Olímpicos   | Juegos Olímpicos         | Juegos Olímpicos  | Juegos Olímpicos |
| Año                | Lugar                    | Medalla           | Prueba           |
| ------------------ | ------------------------ | ----------------- | ---------------- |
| 1924               | París (Francia)          | Medalla de bronce | Doble scull      |
| Campeonato Europeo |                          |                   |                  |
| Año                | Lugar                    | Medalla           | Prueba           |
| 1921               | Ámsterdam (Países Bajos) | Medalla de oro    | Ocho con timonel |
| 1923               | Como (Italia)            | Medalla de oro    | Doble scull      |
| 1924               | Lucerna (Suiza)          | Medalla de oro    | Doble scull      |